# Tawaif
Tawaif (urdu: طوائف, hindi: तवायफ़) – wysokiej klasy kurtyzana służąca wysoko urodzonym lub bogatym gościom tańcem, śpiewem i recytacją poezji (szczególnie w epoce Wielkich Mogołów). Porównywana z japońską gejszą.
Od dziecka szkolona przez nauczycieli w umiejętności tańca (m.in. Kathak), grania klasycznej muzyki indyjskiej i śpiewu poezji urdu (gazel). 
Zdarzało się, że młodzi nababowie byli posyłani do tawaif po lekcje smaku w muzyce, śpiewie i znajomości gazeli. Dzięki swojej pozycji kurtyzany mogły gromadzić spore majątki pozwalające im na wspieranie lokalnego rzemiosła i przekazywanie datków na cele społeczne i religijne. Pozycja tawaif uległa dewaluacji od połowy XIX wieku, po powstaniu sipajów. 
Postać jej występuje w indyjskich filmach, przeważnie tych, które tworzone są w języku urdu – Umrao Jaan, Umrao Jaan, Devdas (film 1955), Devdas (film 2002), Pakeezah, Sharaabi, Tawaif (film). Sławną odtwórczynią tawaif jest Rekha (Muqaddar Ka Sikandar, Umrao Jaan).
We współczesnym urdu słowo nabiera znaczenia negatywnego, oznaczając tylko słowo prostytutka.